# Màslova Pristan
Màslova Pristan - Маслова Пристань (rus) - és un poble (un possiólok) de l'óblast de Bélgorod, a Rússia. El 2021 tenia 5.916 habitants. Pertany al districte (raion) de Xebékino.